# おはよう名古屋テレビです
『おはよう名古屋テレビです』（おはようなごやテレビです）は、1987年4月6日から1988年4月1日まで名古屋テレビで、毎週月曜日から金曜日までの週5日間放送されていた帯の情報番組である。中京広域圏向けのローカル番組である。
名古屋テレビの正式社名が「名古屋放送株式会社」から「名古屋テレビ放送株式会社」に変更され、同局のシンボルマークが1987年4月から2003年3月末まで使われた物（3代目）に変更され、その目玉として当番組が始まった。
東海ローカルの本格的朝ワイドは本番組が初である。それまでは、全国のワイド番組にローカル差し替え枠があるか、中京テレビ「おはようテレワッサン」があった程度であった。

## 放送時間
| 期間    | 期間    | 放送時間（日本時間）                |
| ------- | ------- | ----------------------------------- |
| 1987.04 | 1987.09 | 月曜日 - 金曜日 7:15 - 8:30（75分） |
| 1987.10 | 1988.03 | 月曜日 - 金曜日 7:00 - 8:30（90分） |

## 出演者
- メインキャスター 
  - 黒川慶一[1]
- サブキャスター
  - 浅沼道郎[1]
- ウェザーギャル
  - 光安晴代[1] (初期)
  - 松下昌子 (末期)
- ほか

## 備考
- この『おはよう名古屋テレビです』が始まるまで名古屋テレビでは早朝ローカルニュース枠・情報番組は存在せず、平日最初のローカルニュースは11時40分からで、当番組の時間枠では『ANNニュースセブン』の後に30分間アニメの再放送を流し、その後に『徹子の部屋』の再放送を流して『モーニングショー』に接続する形であった。
- 朝日放送（現：朝日放送テレビ）が1979年から放送している、ANN系列においては最先発の早朝ワイド番組『おはよう朝日です』が、番組のベースとなっている。エレクトーンの演奏などは、後番組の『コケコッコー』でも引き継いでいた。
- 番組開始当初、黒川が「夜は『ニュースステーション』、朝は『おはよう名古屋テレビです』！」と言う5秒CMが放送されていた。
- 番組開始当初は、「メインキャスター」は黒川で、それに「サブキャスター」の浅沼と、「ウェザーギャル」の光安が脇を固める布陣だった。その後、黒川が外回りのレポートをこなすようになり、スタジオ進行を浅沼が務める形にシフトした。番組開始から半年の時点では、浅沼がキャスターの筆頭となったが、黒川はコーナーレポーターなどの形で、引き続き番組に出演した。
- 視聴率は同時間帯最下位の状態が続き、1年で同タイトルでの放送を終了。その後は『コケコッコー』と題してリニューアルした。